# سیواردز اند
سیواردز اند (به انگلیسی: Sewards End) یک منطقهٔ مسکونی در بریتانیا است که در آتلزفورد واقع شده‌است. سیواردز اند ۵۱۱ نفر جمعیت دارد.